# Bubniwka (rejon gródecki)
Bubniwka  (ukr. Бубнівка, pol. Bębnówka) – wieś na Ukrainie, w obwodzie chmielnickim, w rejonie gródeckim.